# عماد برناط
عماد برناط، هو مزارع ومخرج فلسطيني اشتهر فيلمه الوثائقي خمس كاميرات محطمة في عام 2011، وهو أول فيلم فلسطيني يُرشح لنيل جائزة الأوسكار لأفضل فيلم وثائقي.

## نشأته وحياته
وُلد عماد برناط في قرية بلعين التابعة لمحافظة رام الله والبيرة في فلسطين، وعمل كمزارع قبل أن يتّجه للسينما، وكانت أولى تجاربه الإخراجيّة من خلال فيلم وثائقي بعنوان خمس كاميرات محطمة بالتعاون مع المخرج الإسرائيلي غاي دافيدي. صور عماد برناط جميع مشاهد الفيلم باستخدام آلة تصوير كان قد اشتراها لأول مرة في عام 2005 لتصوير ولادة ابنه الأصغر. لاقى الفيلم عند عرضه نجاحًا كبيرًا، وفاز بعدّة جوائز عالمية من بينها جائزة الجمهور وجائزة لجنة التحكيم الخاصة في مهرجان الفيلم الوثائقي الدولي في أمستردام في عام 2011، كما رُشّح في عام 2012 لجائزة الأوسكار لأفضل فيلم وثائقي.
في 19 فبراير (شباط) 2013، احتجزت الشرطة الأمريكية عماد برناط هو وعائلته في مطار لوس أنجلوس الدولي، بعدما رفض مسؤولو الجمارك تصديق سبب دخوله للبلاد.

## أعمال من إخراجه

### أفلام
- 2010: خمس كاميرات محطمة (فيلم وثائقي)